# Jelenka (Wysoki Jesionik)
Jelenka – szczyt (góra) o wysokości 1214 m n.p.m. (podawana jest też wysokość 1205 m n.p.m. , 1205,8 m n.p.m., 1206,0 m n.p.m.  lub 1214,4 m n.p.m. ) w paśmie górskim Wysokiego Jesionika (cz. Hrubý Jeseník), w północno-wschodnich Czechach, w Sudetach Wschodnich, na Morawach, w obrębie gminy Stará Ves, oddalony o około 6,6 km na południowy zachód od szczytu góry Pradziad (cz. Praděd). Rozległość góry (powierzchnia stoków) szacowana jest na około 4,8 km², a średnie nachylenie wszystkich stoków wynosi około 10°.

## Charakterystyka

### Lokalizacja
Góra Jelenka położona jest w południowym rejonie całego pasma Wysokiego Jesionika, leżąca w części Wysokiego Jesionika, nieco na południe od centrum obszaru (mikroregionu) o nazwie Masyw Pradziada (cz. Pradědská hornatina) na bocznej, południowo-wschodniej, łukowatej gałęzi grzbietu głównego (grzebieniu) góry Pradziad o nazwie Jelení hřeben, która biegnie od przełęczy Sedlo pod Jelení studánkou do szczytu Kamenec (2). Jest górą o kopulastej części szczytowej, rozpoznawalną z okolic skrzyżowania turystycznego Jelení studánka, położonego na grzbiecie głównym góry Pradziad, gdzie widać ją jako bliżej położoną tego grzbietu niż sąsiednia góra Ostružná. Szczyt góry jest niewidoczny z drogi okalającej połać szczytową góry Pradziad, bo przysłonięty jest górą Velký Máj oraz również niewidoczny z innego charakterystycznego punktu widokowego – z drogi okalającej szczyt góry Dlouhé stráně, bo przysłonięty grzbietem głównym (grzebieniem) góry Pradziad. 
Górę ograniczają: od północnego zachodu Sedlo pod Jelení studánkou, od północnego wschodu dolina potoku o nazwie Kotelný potok, od południowego wschodu szczyt Jelenec i dolina potoku Stříbrný potok, od południa przełęcz Mravenčí sedlo oraz od południowego zachodu i zachodu dolina potoku Podolský potok, płynącego w żlebie Žďárský žleb. W otoczeniu góry znajdują się następujące szczyty: od północnego zachodu Břidličná hora i Jelení hřbet, od północy Velký Máj, od wschodu Smolný vrch, od południowego wschodu Jelenec, od południa Ostružná oraz od południowego zachodu Zelené kameny, Pec i Pecný. 

### Stoki
W obrębie góry można wyróżnić sześć następujących zasadniczych stoków:
- północno-wschodni o nazwie Pod Malým kotlem
- wschodni
- południowo-wschodni
- południowy
- południowo-zachodni
- zachodni

Występują tu wszystkie typy zalesienia: bór świerkowy, las mieszany oraz las liściasty, przy czym zdecydowanie dominuje zalesienie borem świerkowym. Na stoku wschodnim i południowo-wschodnim występują poza borem świerkowym obszary pokryte lasem mieszanym, a na stoku południowo-wschodnim wraz z obniżaniem wysokości pojawiają się również obszary pokryte lasem liściastym. Wszystkie stoki charakteryzują się znaczną zmiennością wysokości zalesienia, z występującymi licznymi przerzedzeniami i ogołoceniami, szczególnie stok wschodni i południowo-wschodni, przecinkami oraz polanami. W odległości około 1 km na południe od szczytu w pobliżu przełęczy Mravenčí sedlo (stok południowy) występuje pojedyncze skalisko. 
Stoki mają stosunkowo jednolite, łagodne i zróżnicowane nachylenia. Średnie nachylenie stoków waha się bowiem od 5° (stok południowy) do 17° (stok północno-wschodni). Średnie nachylenie wszystkich stoków góry (średnia ważona nachyleń stoków) wynosi około 10°. Maksymalne średnie nachylenie stoku południowo-zachodniego w pobliżu płynącego potoku Podolský potok na odcinku 50 m nie przekracza 35°. Stoki pokryte są siecią dróg (m.in. Mravenčí cesta) oraz na ogół nieoznakowanych ścieżek i duktów. Przemierzając je zaleca się korzystanie ze szczegółowych map, z uwagi na zawiłości ich przebiegu, zalesienie oraz zorientowanie w terenie.

### Szczyt
Bezpośrednio na sam szczyt góry nie prowadzi żaden szlak turystyczny. Jelenka jest górą o pojedynczym szczycie. Szczyt znajduje się wśród zalesienia borem świerkowym, pokryty trawą wysokogórską. Z uwagi na zalesienie nie jest on punktem widokowym. Na szczycie nie ma punktu geodezyjnego. Główny punkt geodezyjny góry oznaczony na mapach geodezyjnych numerem (14.), o wysokości 1205,75 m n.p.m. oraz współrzędnych geograficznych (50°01′26,96″N 17°12′26,14″E/50,024156 17,207261), oddalony jest o około 150 m na południe od szczytu. Państwowy urząd geodezyjny o nazwie (cz. Český úřad zeměměřický a katastrální (CÚZK)) w Pradze podaje jako najwyższy punkt góry – szczyt – o wysokości 1214,4 m n.p.m. i współrzędnych geograficznych (50°01′31,6″N 17°12′25,8″E/50,025444 17,207167).
Dojście na szczyt jest trudne, orientacyjne, następujące ze skrzyżowania turystycznego o nazwie Pod Jelení studánkou z podaną na tablicy informacyjnej wysokością 1203 m, o długości około 350 m, ale nie jest ono zalecane z uwagi na ochronę przyrody i cennego ekosystemu, utworzonego tu rezerwatu przyrody Pod Jelení studánkou.

### Geologia
Pod względem geologicznym masyw góry Jelenka należy do jednostki określanej jako warstwy vrbneńskie i zbudowany jest ze skał metamorficznych, głównie: fyllitów (muskowitów, biotytów, chlorytów), łupków łyszczykowych, łupków zieleńcowych, gnejsów, skał osadowych: głównie kwarcytów (skaleni), meta-zlepieńców oraz skał magmowych: głównie meta-diabazów.

### Wody
Grzbiet główny (grzebień) góry Pradziad, biegnący od przełęczy Skřítek do przełęczy Červenohorské sedlo oraz dalej do przełęczy Ramzovskiej (cz. Ramzovské sedlo) jest częścią granicy Wielkiego Europejskiego Działu Wodnego, dzielącej zlewiska Morza Bałtyckiego i Morza Czarnego .
Szczyt wraz ze stokami położony jest na południowy wschód od tej granicy, należy więc do zlewni Morza Bałtyckiego, do którego płyną wody m.in. z dorzecza rzeki Odry, będącej przedłużeniem płynących z tej części Wysokiego Jesionika górskich potoków (m.in. Kotelný potok, Stříbrný potok czy Podolský potok). Na stoku południowo-wschodnim góry w odległości około 800 m od szczytu na wysokości około 1080 m n.p.m., w pobliżu skrzyżowania turystycznego Alfrédka występuje źródło o nazwie (cz. Pramen Stříbrného potoka), skąd bierze swój początek Stříbrný potok. Z uwagi na stosunkowo łagodne nachylenia stoków, w obrębie góry nie występują m.in. wodospady czy kaskady.

## Ochrona przyrody
Cała góra znajduje się w obrębie wydzielonego obszaru objętego ochroną o nazwie Obszar Chronionego Krajobrazu Jesioniki (cz. Chráněná krajinná oblast (CHKO) Jeseníky), a utworzonego w celu ochrony utworów skalnych, ziemnych i roślinnych oraz rzadkich gatunków zwierząt, ze znajdującym się w nim, na obszarze szczytowym góry oraz znacznej części wszystkich stoków od mniej więcej wysokości około 1100 m n.p.m. w górę – rezerwatu przyrody Pod Jelení studánkou (cz. Přírodní rezervace Pod Jelení studánkou). Na stokach nie utworzono żadnych obiektów nazwanych pomnikami przyrody oraz nie wytyczono żadnych ścieżek dydaktycznych.

### Rezerwat przyrody Pod Jelení studánkou

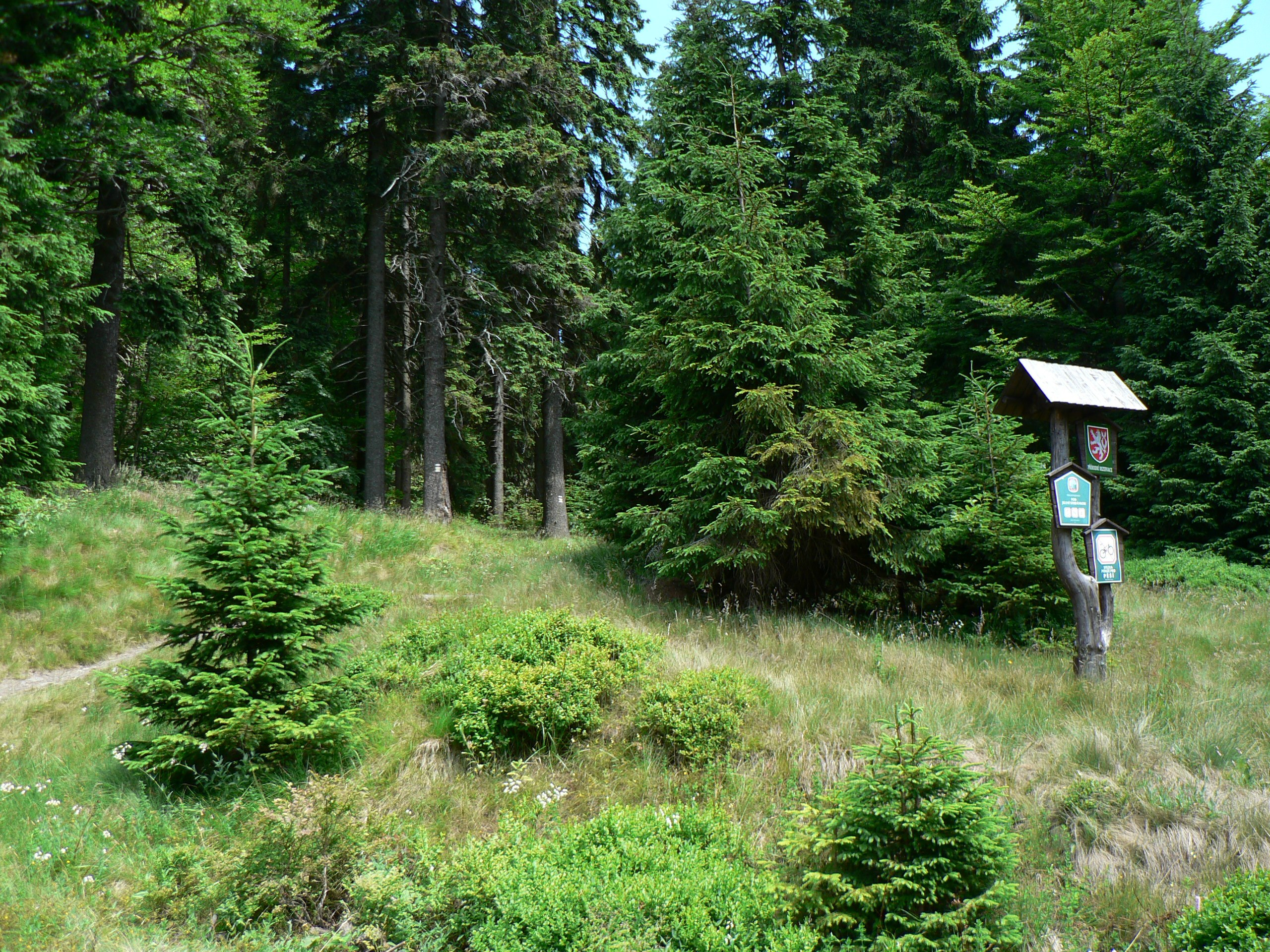
Wejście do rezerwatu przyrody Pod Jelení studánkou w pobliżu skrzyżowania turystycznego Alfrédka (2010 rok)

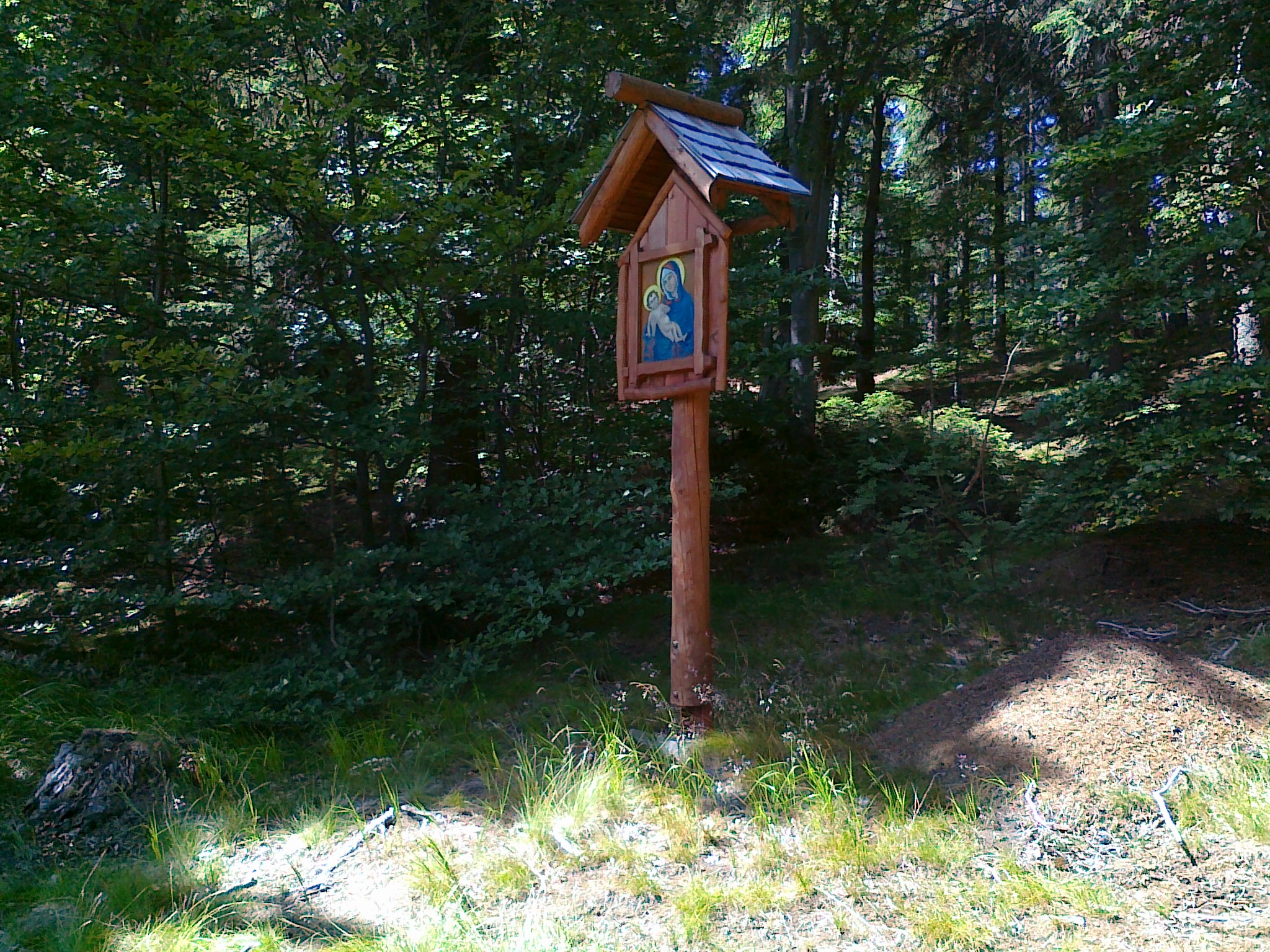
Obraz Matki Bożej z Dzieciątkiem przy wejściu do rezerwatu przyrody Pod Jelení studánkou (po prawej jedno z mrowisk) (2019 rok)

Rezerwat przyrody Pod Jelení studánkou położony jest na wysokościach (1085–1258) m n.p.m., ponieważ swoim zasięgiem obejmuje oprócz góry Jelenka również część południowo-wschodniego stoku sąsiedniej góry Jelení hřbet. Rezerwat został utworzony 25 października 1989 roku i ma łączną powierzchnię, skorygowaną w listopadzie 2011 roku do 147,61 ha. Rezerwat jest udostępniony dla turystów biegnącymi po tej samej drodze dwoma szlakami turystycznymi: czerwonym  i żółtym . Przy wejściu do rezerwatu, blisko skrzyżowania turystycznego Alfrédka postawiono przez pracowników lasów Republiki Czeskiej (cz. Lesy ČR s.p.) na słupku pod daszkiem obraz Matki Bożej z Dzieciątkiem.

## Turystyka

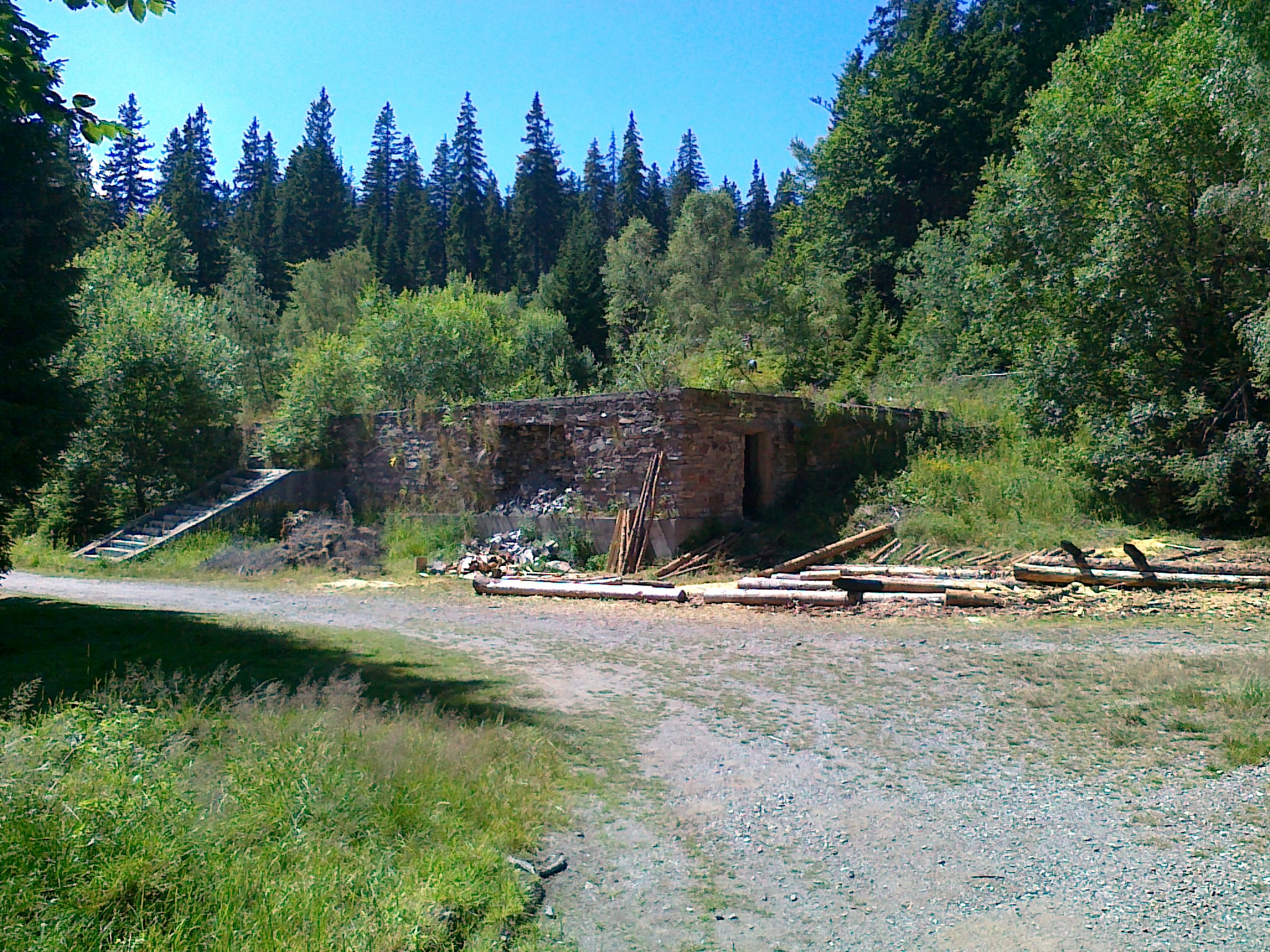
Ruiny spalonego schroniska turystycznego Chata Alfrédka (2019 rok)

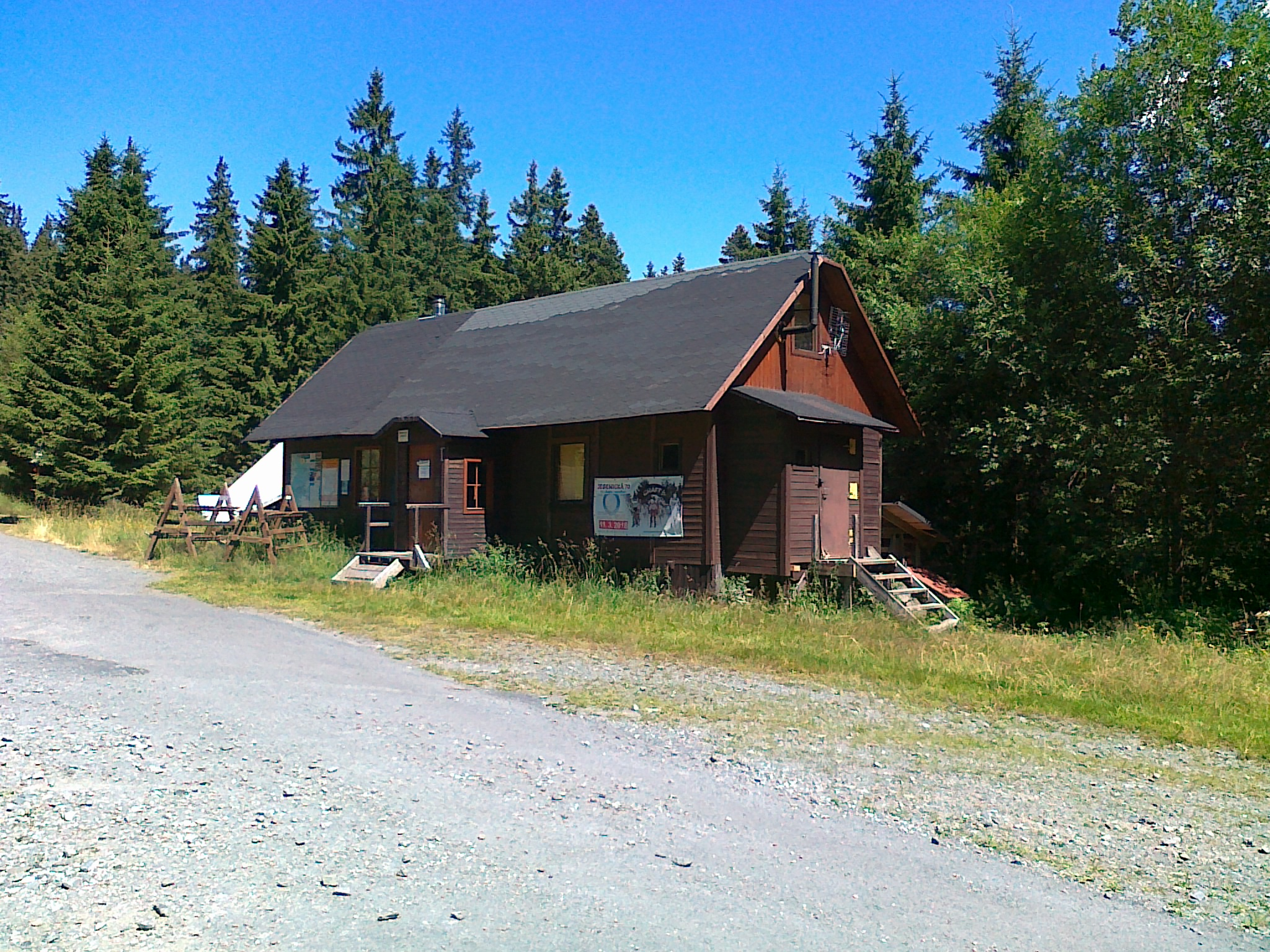
Dom z bufetem Stánek U Alfrédky (2019 rok)

W obrębie szczytu i stoków nie ma żadnego schroniska turystycznego lub hotelu górskiego. Do najbliższej miejscowości Malá Morávka z bazą hoteli i pensjonatów jest od szczytu około 7,5 km w kierunku południowo-wschodnim oraz do części tej miejscowości, osady Karlov pod Pradědem około 5 km od szczytu w kierunku wschodnim. W odległości około 4,7 km na południowy zachód od szczytu, koło przełęczy Skřítek, przy drodze nr 11 znajduje się restauracja Skřítek oraz parking. Ponadto do bazy turystycznej przy drodze Hvězda – Pradziad jest od szczytu około 5,5 km w kierunku północno-wschodnim, gdzie położone są następujące hotele górskie i schroniska turystyczne:
- na wieży Pradziad: hotel Praděd oraz na stoku góry Pradziad hotel górski Kurzovní chata i schronisko Barborka
- na stoku góry Petrovy kameny hotele górskie: Ovčárna i Figura oraz schronisko Sabinka

Kluczowym punktem turystycznym jest oddalone o około 750 m na południowy wschód od szczytu skrzyżowanie turystyczne Alfrédka z podaną na tablicy informacyjnej wysokością 1081 m, nieopodal którego postawiono wiatę turystyczną i ławy oraz przez które przechodzą wszystkie szlaki turystyczne i trasy narciarstwa biegowego. Przy skrzyżowaniu tym położone było schronisko (wcześniej domek myśliwski) o nazwie Chata Alfrédka wybudowane przez hrabiego Alfréda Harracha, ale dwukrotnie zostało ono strawione przez pożary, w wyniku których od 2002 roku pozostały po nim jedynie fundamenty. Blisko skrzyżowania położona jest Chata Evženka, ale ma ona małe znaczenie turystyczne oraz dom z bufetem Stánek U Alfrédky. 

### Szlaki turystyczne, rowerowe i trasy narciarskie
Klub Czeskich Turystów (cz. Klub Českých Turistů) wytyczył w obrębie góry trzy szlaki turystyczne na trasach:
 Červenohorské sedlo – góra Velký Klínovec – przełęcz Hřebenová – szczyt Výrovka – przełęcz Sedlo pod Malým Jezerníkem – szczyt Malý Jezerník – góra Velký Jezerník – przełęcz Sedlo Velký Jezerník – schronisko Švýcárna – góra Pradziad – przełęcz U Barborky – góra Petrovy kameny – Ovčárna – przełęcz Sedlo u Petrových kamenů – góra Vysoká hole – szczyt Vysoká hole–JZ – szczyt Kamzičník – góra Velký Máj – przełęcz Sedlo nad Malým kotlem – góra Jelení hřbet – Jelení studánka – przełęcz Sedlo pod Jelení studánkou – góra Jelenka – góra Ostružná – Rýmařov
 Sobotín – Vernířovice – góra Špičák – Čertova stěna – góra Břidličná hora – Jelení studánka – góra Jelenka – przełęcz Mravenčí sedlo – Zelené kameny – Skřítek
 Malá Morávka – Karlov pod Pradědem – góra Klobouk – przełęcz Mravencovka – Jelenec – góra Jelenka – przełęcz Mravenčí sedlo – góra Ostružná – Kamenec (2) – Žďárský Potok – góra Výhledy – góra Kamenná hora – Bedřichov
W obrębie góry nie poprowadzono żadnego szlaku rowerowego. 
Na stokach góry nie wytyczono żadnej trasy narciarstwa zjazdowego. W okresach ośnieżenia można skorzystać z wyznaczonych wzdłuż szlaków turystycznych tras narciarstwa biegowego.
 Nad Karlovem – góra Klobouk – przełęcz Mravencovka – Jelenec – góra Jelenka – Alfrédka – góra Břidličná hora – góra Pecný – Zelené kameny – Skřitek